# Polynema rangatira
Polynema rangatira (лат.) — вид хальцидоидных наездников рода Polynema из семейства Mymaridae. Название вида в переводе с языка маори означает вождь (мужчина или женщина) или знатный (благородный).

## Распространение
Новая Зеландия.

## Описание
Мелкие хальцидоидные наездники. Длина тела менее 1 мм. Отличается от близких видов следующими признаками: переднеспинка посредине разделена продольно; скутеллюм с колокольчатыми сенсиллами, отделёнными от переднего края сенсиллой примерно на 1 диаметр сенсиллы. Тело тёмно-коричневое, за исключением петиоля; кроме того, также базальные и вершинные тергиты брюшка немного светлее; придатки коричневые; крыловые щетинки короткие (мене 30 мкм). Голова шире своей высоты; лицо со слабыми бороздками. Усики с скапусом (без радикля) в 3,25 раза больше ширины, гладкие; педицель гладкий, длиннее первого членика жгутика F1 и в 1,8 раза больше ширины. 
Тело в основном гладкое и блестящее. Булава усиков 1-члениковая. Крылья с длинными краевыми щетинками. Усики очень длинные, больше длины головы вместе грудью. Предположительно, как и другие виды паразитоиды насекомых. Вид был впервые описан в 2021 году российско-американским гименоптерологом Сергеем Владимировичем Тряпицыным (Entomology Research Museum, Department of Entomology, Калифорнийский университет в Риверсайде, Калифорния, США) вместе с такими видами как P. aristokratka, P. markiza, P. koroleva, P. imperatrix, P. baronessa, P. princessa, P. grafinya